# 남아메리카의 주민
남아메리카 주민의 대부분은 메스티소와 백인이다. 그 이외의 주민은 소수에 불과하다. 주민은 인종계열에 따라 몇 개의 주민 구성지역이 나타난다. 원주민인 인디오(Indio)들은 신대륙이 발견될 당시 고도로 조직화된 취락생활을 영위하였던 볼리비아·페루·에콰도르 등 안데스 산지에 거주한다.이들은 유럽인의 지배하에서 경제생활면은 변화하였으나 아직도 사회 문화면은 강한 전통을 지니고 있다.혼혈족 주류인 메스티소는 브라질 내륙지방, 아르헨티나 서부, 콜롬비아·베네수엘라 등지에 산다. 이 지역은 원래 원주민이 평지의 삼림지역에서 부족생활을 영위하던 곳이었으나, 유럽 식민자들이 침입함으로써 혼혈되어 생활양식은 서구화되었고 문화면은 인디언의 영향이 남아 있다.유럽의 백인계 및 동양인은 본국의 기후와 비슷한 아르헨티나·브라질 남부 등 온대지역에서 생활한다. 원래 이 지역은 원주민의 문화가 매우 낮았던 관계로 백인의 세력이 쉽게 침입할 수 있었다.니그로인들은 식민지 초기에 플랜테이션(plantation) 농업을 하기 위하여 아프리카의 흑인 노예를 대량 수입하였던 브라질 동북부, 서인도제도 등지에 살고 있다. 또한 이들과 혼혈된 삼보·물라토들도 주로 여기에 주거하고 있다.

## 인구
남아메리카 인구 증가율은 타대륙에 비하여 상당히 높아 급속한 인구성장을 나타낸다. 유아의 비율이 높기 때문에 활동가능 인구율은 극히 낮다. 인구 분포의 특성은 대도시에 편중되어 다른 넓은 지역은 인구가 희박하다. 도시의 인구율은 전체 인구의 45%이며(도시의 기준이 2,500명) 2만 이상의 도시인구 중 10만 명 이상의 도시가 차지하는 비율은 77%로서 거대도시화가 진행되고 있다.

## 주민의 생활
전통적 색채가 강한 원주민들은 문명인과의 접촉을 거부하여 주로 내륙의 오지에서 수렵·채취 생활과 원시적 농경을 한다.대부분의 혼혈아들은 농업에 종사하며 유럽적 양식과 인디언·흑인 문화의 양대 생활양식을 병존하고 있다. 플랜테이션의 노예 농민들은 노예해방과 더불어 소농적 농업을 영위하며 그들간에 노동조합을 만들고 사회보장제도를 확립하여 새로운 농민 계층을 이룬다.지방 소도시의 주민은 농장 지주, 지방 관료, 전문인 등의 상층민과 일반 고용인, 공원(工員) 등의 하층민으로 구성돼 있다.대도시의 주민은 상층민인 대지주의 일족, 고급관료, 고급 기술자, 실업가와 중간층인 자유업 종사자, 교사, 사원, 외국 이민의 자손들, 그리고 농민이 도시로 이주하여 저임금의 단순 노동자인 하층민으로 구성되어 있다.